# João Pernambuco
João Teixeira Guimarães, mais conhecido como João Pernambuco (Jatobá, 2 de novembro de 1883 — Rio de Janeiro, 16 de outubro de 1947), foi um compositor, violonista e violeiro brasileiro, considerado uma figura fundamental na estruturação do violão solo no Brasil e um dos principais nomes na história do choro.
Sua obra estabeleceu uma ponte entre a música de raiz do sertão nordestino e os gêneros urbanos do Rio de Janeiro do início do século XX, definindo uma linguagem para o instrumento. Compositor de clássicos como "Sons de Carrilhões", "Interrogando" e "Dengoso", João Pernambuco influenciou gerações de músicos, incluindo Heitor Villa-Lobos, que expressava grande admiração por seu trabalho. Apesar de uma vida de dificuldades e da luta pelo reconhecimento de sua autoria, como no caso de "Luar do Sertão", seu legado é frequentemente associado à "mais legítima expressão do jeito brasileiro de tocar o violão".

## Biografia

### Origem e juventude (1883-1902)
João Teixeira Guimarães nasceu no povoado de Jatobá, no sertão de Pernambuco, filho de Teresa Vieira e do imigrante português Manuel Teixeira Guimarães. Sua infância foi marcada pela cultura popular da região, onde teve contato direto com a viola e o canto de repentistas e violeiros, como Bem-te-vi, Mandapolão, Manuel Cabeceira e o cego Sinfrônio, que se apresentavam em feiras e festas locais. Essas experiências musicais formaram a base de sua identidade artística.
Após o falecimento do pai em 1891, sua mãe casou-se novamente e a família transferiu-se para o Recife. Na capital, João continuou seu desenvolvimento musical enquanto trabalhava para auxiliar no sustento da família.

### Carreira no Rio de Janeiro (1902-1947)
Em 1902, aos 19 anos, João Pernambuco mudou-se para o Rio de Janeiro, então capital do Brasil. Inicialmente, morou em Cordovil e trabalhou como operário em uma fundição. Em 1908, tornou-se servente na prefeitura, passando a viver em uma pensão no centro da cidade. Por muitos anos, manteve uma dupla jornada: trabalhava como ferreiro e em obras da construção civil durante o dia e dedicava-se à música à noite.
No ambiente cultural da Belle Époque carioca, seu talento ganhou notoriedade. Rapidamente se integrou às rodas de choro e, por volta de 1908, já era reconhecido entre os principais violonistas da cidade, ao lado de Quincas Laranjeiras e Satyro Bilhar. Seu sotaque e as canções e histórias que trazia de sua terra natal lhe renderam o apelido com o qual ficou conhecido para a posteridade.
As pensões e repúblicas onde morou foram importantes centros de encontro musical. A partir de 1912, na Rua do Riachuelo, 268, conviveu com Pixinguinha e Donga. Posteriormente, entre 1928 e 1935, sua casa na Avenida Mem de Sá, 81, na Lapa, sediou famosas rodas de choro, frequentadas por músicos como os já citados, além de Patrício Teixeira e, esporadicamente, Heitor Villa-Lobos. Foi nesse local que conheceu o jovem violonista Dilermando Reis.

## Obra musical

### Estilo e técnica
João Pernambuco é amplamente considerado o primeiro compositor a desenvolver uma linguagem consistente para o violão solo no Brasil, unindo elementos da música rural nordestina com os gêneros urbanos do Rio de Janeiro. Sua obra foi decisiva para consolidar o violão como instrumento solista.
Seu estilo apresenta as seguintes características:
- Temática nordestina: Suas composições são ricas em ritmos e melodias que remetem ao baião, xote, maracatu e, especialmente, ao coco.
- Harmonia do choro: Incorporou a sofisticação harmônica do choro, com o uso de cromatismos e modulações, à sua base musical sertaneja.
- Técnica de violão: Desenvolveu um estilo próprio, com o uso de cordas soltas como bordões (pedais), arpejos complexos e o que se descreve como um "polegar que canta", no qual o dedo polegar conduz a melodia nos registros graves do instrumento.[9]

O musicólogo Mozart de Araújo o comparou a Ernesto Nazareth, afirmando: "João Pernambuco está para o violão assim como Ernesto Nazareth está para o piano."

### Composições notáveis
A obra de João Pernambuco inclui mais de cem peças, entre choros, valsas, jongos, maxixes e estudos.
- "Sons de Carrilhões": Este choro-maxixe é sua composição mais executada internacionalmente. Trata-se de uma peça virtuosística que se tornou parte canônica do repertório de violão.[9]
- "Interrogando" (Jongo): Composta em 1928, é considerada uma de suas obras mais originais. Com uma estrutura que remete ao jongo e ao lundu, a peça se afasta do modelo tradicional do choro, apresentando uma harmonia sofisticada e uma atmosfera introspectiva.[10]
- "Dengoso" e "Graúna": São choros que exemplificam, respectivamente, o lirismo e a complexidade rítmica de suas composições.

## Controvérsia de "Luar do Sertão"
A toada "Luar do Sertão" tornou-se um hino não oficial da música sertaneja, mas sua autoria foi motivo de grande frustração para João Pernambuco. A melodia, baseada em um tema folclórico de coco conhecido como "É do Maitá", foi uma criação de João por volta de 1911. Ele a apresentou ao poeta Catulo da Paixão Cearense, que ficou responsável por criar a letra.
Catulo, porém, registrou a canção apenas em seu nome, alegando que a melodia era de domínio público e que ele a havia apenas "recolhido" do folclore. Como resultado, Catulo recebeu todos os direitos autorais pela canção, enquanto João Pernambuco foi privado do reconhecimento e dos rendimentos. A autoria de João só foi amplamente defendida após sua morte, com base em depoimentos de músicos como Pixinguinha — que confirmou em entrevista ao Museu da Imagem e do Som ter ouvido João tocar a melodia antes da existência da letra — e do trabalho de pesquisadores como Almirante.

## Colaborações e grupos

### Grupo do Caxangá e Oito Batutas
Em 1914, João Pernambuco, Pixinguinha e Donga fundaram o Grupo do Caxangá. O conjunto, notável por suas apresentações com trajes típicos do sertão, foi importante para a divulgação da música nordestina no Rio de Janeiro. Em 1919, o grupo foi a base para a formação dos Oito Batutas, um dos mais influentes conjuntos da música popular brasileira. Com os Oito Batutas, João Pernambuco participou de apresentações históricas, como as realizadas no cabaré Assírio, anexo ao Theatro Municipal do Rio de Janeiro, que contribuíram para a valorização do choro e da música popular perante a elite cultural da cidade.

### Turunas Pernambucanos
João também colaborou com os Turunas Pernambucanos, grupo formado por músicos de seu estado natal radicados no Rio. Sua participação reforçou sua imagem de principal representante da cultura musical de Pernambuco na então capital federal.

## Legado e influência
O legado de João Pernambuco é vasto, estendendo-se de seu repertório canônico à definição de uma escola de violão brasileiro.

### Relação com Villa-Lobos
Heitor Villa-Lobos era um admirador da música de João Pernambuco e frequentava as rodas de choro em sua casa. Segundo relatos, Villa-Lobos teria dito que "Bach não se envergonharia em assinar os estudos de João Pernambuco como sendo seus". A frase, embora de difícil comprovação documental, é amplamente citada em biografias e estudos, refletindo o alto grau de estima que o compositor erudito tinha pela obra do violonista popular.

### Influência em gerações futuras
A obra de João Pernambuco influenciou diretamente grandes violonistas como Dilermando Reis, Luiz Bonfá e, posteriormente, Raphael Rabello e Turíbio Santos, que gravou sua obra completa. O violonista e pesquisador Maurício Carrilho destacou: "Dificilmente se encontra um violonista brasileiro, seja ele músico erudito ou popular, que não tenha em seu repertório alguma música do João."
Seu principal aluno, Jaime Florence, conhecido como "Meira", tornou-se um dos mais importantes professores e acompanhantes de violão do Brasil, sendo responsável por transmitir a técnica e o estilo de João Pernambuco a gerações de músicos.

### Reconhecimento póstumo
Apesar de ter morrido em dificuldades financeiras e sem o pleno reconhecimento em vida, a importância de João Pernambuco tem sido cada vez mais celebrada. Em 2023, nos seus 140 anos, foi lançado o livro "Raízes e Frutos da Arte de João Pernambuco", um projeto que revisou e publicou suas partituras, visando a preservação de sua obra.

## Discografia (78 rpm)
A discografia de João Pernambuco em 78 rpm foi gravada majoritariamente nas décadas de 1920 e 1930, pelos selos Odeon e Columbia.
- Sons de Carrilhões / Lágrimas (com Nelson Alves) (1926, Odeon 123.731)
- Magoado / Mimoso (com Nelson Alves) (1926, Odeon 123.733)
- Pó de Mico / Suspiro Apaixonado (1930, Columbia 5.231-D)
- Sonho de Magia / Magoado (solo) (1930, Columbia 5.232-D)
- Rosa Carioca / Rebuliço (1930, Columbia 5.233-D)
- Interrogando / Recordando (1930, Columbia 5.234-D)
- Sentindo / Dengoso (1930, Columbia 5.235-D)

## Obras selecionadas
A seguir, uma seleção de suas obras mais conhecidas.
- Araponga (Choro)
- Brasileirinho (Choro)
- Cabocla di Caxangá (com Catulo da Paixão Cearense)
- Céu e Mar (Valsa)
- Dengoso (Choro)
- Estou Voltando (com Pixinguinha e Donga)
- Estrada do Sertão (com Hermínio Bello de Carvalho)
- Graúna (Choro)
- Interrogando (Jongo)
- Lágrimas (Valsa)
- Luar do Sertão (com Catulo da Paixão Cearense)
- Magoado (Choro)
- Pó de Mico (Choro)
- Rebuliço (Choro)
- Recordando (Choro)
- Rosa Carioca (Choro)
- Sentindo (Choro)
- Sons de Carrilhões (Choro-maxixe)
- Valsa em Lá